# National Basketball Association 1966-1967
La stagione della National Basketball Association 1966-1967 fu la 21ª edizione del campionato NBA. La stagione si concluse con la vittoria dei Philadelphia 76ers, che sconfissero i San Francisco Warriors per 4-2 nelle finali NBA.

## Squadre partecipanti
- Baltimore Bullets
- Boston Celtics
- Chicago Bulls
- Cincinnati Royals
- Detroit Pistons

- L.A. Lakers
- N.Y. Knicks
- Philadelphia 76ers
- S.F. Warriors
- St. Louis Hawks

## Classifica finale

### Eastern Division
| Squadra              | V  | P  | %    | GB |
| -------------------- | -- | -- | ---- | -- |
| Philadelphia 76ers C | 68 | 13 | 84,0 | -  |
| Boston Celtics       | 60 | 21 | 74,1 | 8  |
| Cincinnati Royals    | 39 | 42 | 48,1 | 29 |
| New York Knicks      | 36 | 45 | 44,4 | 32 |
| Baltimore Bullets    | 20 | 61 | 24,7 | 48 |

### Western Division
| Squadra                | V  | P  | %    | GB |
| ---------------------- | -- | -- | ---- | -- |
| San Francisco Warriors | 44 | 37 | 54,3 | -  |
| St. Louis Hawks        | 39 | 42 | 48,1 | 5  |
| Los Angeles Lakers     | 36 | 45 | 44,4 | 8  |
| Chicago Bulls          | 33 | 48 | 40,7 | 11 |
| Detroit Pistons        | 30 | 51 | 37,0 | 14 |

## Vincitore
| Campione NBA 1966-1967         |
| ------------------------------ |
| Philadelphia 76ers (2º titolo) |

## Statistiche
| Categoria | Giocatore        | Squadra                | Stat  |
| --------- | ---------------- | ---------------------- | ----- |
| Punti     | Rick Barry       | San Francisco Warriors | 2.775 |
| Rimbalzi  | Wilt Chamberlain | Philadelphia 76ers     | 1.957 |
| Assist    | Guy Rodgers      | Chicago Bulls          | 908   |
| FG%       | Wilt Chamberlain | Philadelphia 76ers     | 68,3  |
| FT%       | Adrian Smith     | Cincinnati Royals      | 90,3  |

## Premi NBA
- NBA Most Valuable Player Award: Wilt Chamberlain, Philadelphia 76ers
- NBA Rookie of the Year Award: Dave Bing, Detroit Pistons
- NBA Coach of the Year Award: Red Kerr, Chicago Bulls
- All-NBA First Team:
  - Rick Barry, San Francisco Warriors
  - Elgin Baylor, Los Angeles Lakers
  - Wilt Chamberlain, Philadelphia 76ers
  - Jerry West, Los Angeles Lakers
  - Oscar Robertson, Cincinnati Royals
- All-NBA Second Team:
  - Willis Reed, New York Knicks
  - Jerry Lucas, Cincinnati Royals
  - Bill Russell, Boston Celtics
  - Hal Greer, Philadelphia 76ers
  - Sam Jones, Boston Celtics
- All-Rookie Team:
  - Jack Marin, Baltimore Bullets
  - Dave Bing, Detroit Pistons
  - Erwin Mueller, Chicago Bulls
  - Lou Hudson, St. Louis Hawks
  - Cazzie Russell, New York Knicks